# Finsterbach (Ossiacher See)
Der Finsterbach ist ein Gebirgsbach auf der Gerlitzen in Kärnten. Für Wanderer machen ihn die Finsterbachfälle oder Sattendorfer Wasserfälle, eine Folge von drei Wasserfällen nahe seiner Mündung in den Ossiacher See, interessant.
In Flussrichtung heißen die Fälle:
- Schleierfall (34 m)
- Kesselfall (21 m)
- Finsterbachfall (23 m)

Im Mai 2014 wurde von Bernhard Pitka das Projekt Gebirgsbachforellen Finsterbach ins Leben gerufen. Der Finsterbach wurde mit Bachforellensetzlingen besetzt mit dem Ziel einer nachhaltigen Bewirtschaftung durch Fischerei unter Berücksichtigung des Naturschutzes. Der Finsterbach weist dafür ein sehr gutes Nahrungsangebot von Bachflohkrebsen auf, die für die Setzlinge sehr wichtig sind.

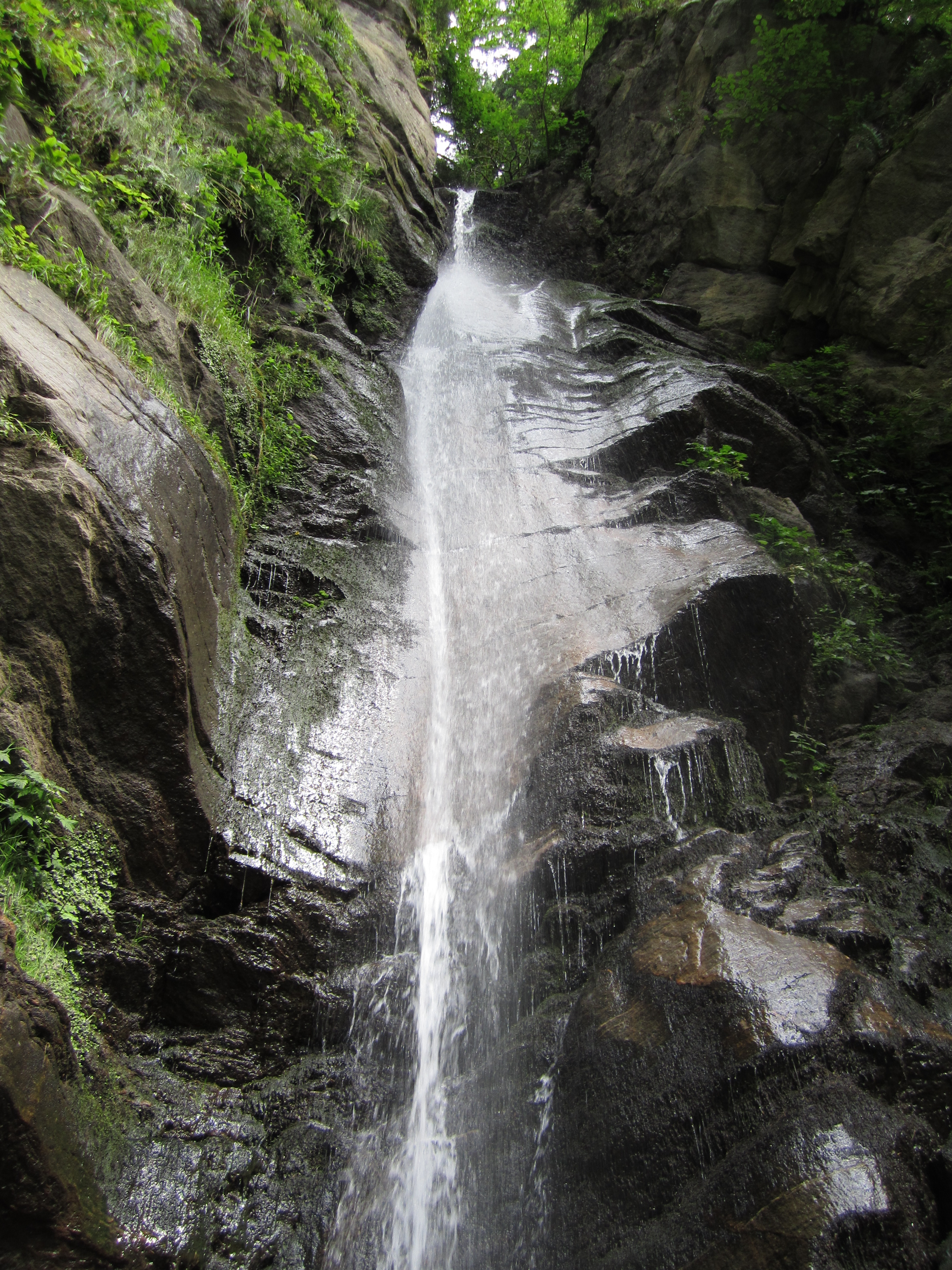
Finsterbachfall
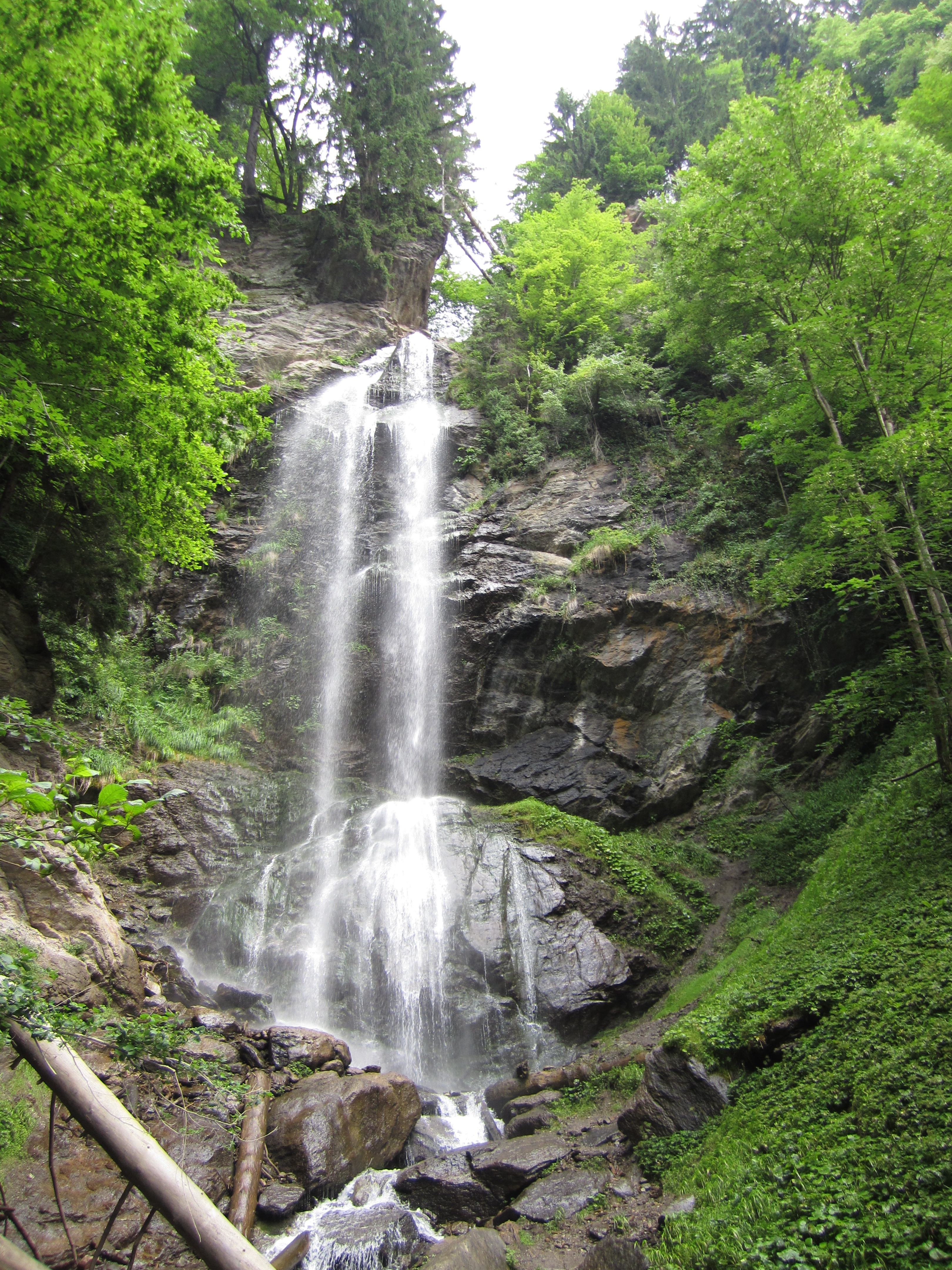
Schleierfall

## Belege
1. ↑  Flächenverzeichnis der österreichischen Flussgebiete. Draugebiet. In: Bundesministerium für Land- und Forstwirtschaft, Umwelt und Wasserwirtschaft (Hrsg.): Beiträge zur Hydrographie Österreichs. Heft Nr. 59. Wien 2011, S. 45 (bmlrt.gv.at [PDF; 3,6 MB]).
2. ↑  Finsterbach Fälle. Ehemals im Original (nicht mehr online verfügbar); abgerufen am 22. Juli 2013. (Seite nicht mehr abrufbar. Suche in Webarchiven)  Info: Der Link wurde automatisch als defekt markiert. Bitte prüfe den Link gemäß Anleitung und entferne dann diesen Hinweis.